# جوني كايل
جوني كايل (بالإنجليزية: Johnny Kyle)‏ هو لاعب كرة قدم أمريكية أمريكي، ولد في 12 سبتمبر 1898 في غاري في الولايات المتحدة، وتوفي في 25 مايو 1974.

## روابط خارجية
- جوني كايل على موقع مرجع كرة القدم المحترفة.كوم (الإنجليزية)